# أملش
املش هي مدينة إيرانية تقع في محافظة غيلان في ایران. تبلغ مساحتها حوالي 407 كيلو متر مربع تقع على بعد 75 كم من مدينة رشت و 16 كم من مدينة رودسر و مدينة لنغرود.
يبلغ عدد سكانها 15,047 حسب إحصاء عام 2006 م.

## أعلام
- حبيب الله الرشتي